# Batrachylidae
Batrachylidae – rodzina płazów z rzędu płazów bezogonowych (Anura).

## Zasięg występowania
Rodzaj obejmuje gatunki występujące w środkowym i południowym Chile oraz na przyległych terenach Argentyny.

## Systematyka
Przed uznaniem za odrębną rodzinę, Batrachylidae była włączona jako podrodzina (Batrachylinae) do rodziny Ceratophryidae.

### Podział systematyczny
Do rodziny należą następujące rodzaje:
- Atelognathus Lynch, 1978
- Batrachyla Bell, 1843
- Chaltenobatrachus Basso, Úbeda, Bunge & Martinazzo, 2011 – jedynym przedstawicielem jest Chaltenobatrachus grandisonae (Lynch, 1975)
- Hylorina Bell, 1843 – jedynym przedstawicielem jest Hylorina sylvatica Bell, 1843